# 丸岡奨詞
丸岡 奨詞（まるおか しょうじ、1944年7月19日 - ）は、日本の俳優。本名、丸岡 将一郎（まるおか しょういちろう）。円企画所属。
東京都出身。日本大学藝術学部中退。

## 来歴・人物
1966年、東宝演劇部に入り俳優として活動を開始する。翌年には現代演劇協会附属演劇学校に入学。その後、劇団雲の座員に昇格する。1975年、演劇集団 円の創立に参加。後進の育成にも携わり、仲谷昇の死去後は、円の俳優養成機関である、円・演劇研究所の所長に就任している。
1973年、本名の「丸岡 将一郎」名義で『ジャンボーグA』（毎日放送）にレギュラー出演し、以降もテレビドラマ・映画で主に脇役として多数の作品に出演。2時間ドラマへの出演は多数にのぼる。また、『マジカル頭脳パワー!!』（日本テレビ）の「マジカルミステリー劇場」には仲谷と共に出演した。

## 出演

### テレビドラマ
- プレイガール 第105話「江戸っ子鉄火仁義」（1971年、12CH）
- 特別機動捜査隊 第500話「勇気ある女」（1971年、NET）
- ザ・ガードマン 第344話「煙突の上で無理心中したヌードの美女」（1971年、TBS）
- 火曜日の女 / 黒いオパール（1972年、NTV）
- パパと呼ばないで（1972年 - 1973年、NTV） - 八方石油社員
- ジャンボーグA（1973年、MBS） - 熊井五郎
- アイフル大作戦（TBS）
  - 第1話「特訓開始! 美女の殺し方」（1973年） - 生徒
  - 第40話「暑い南の島のストーブリーグ戦」（1974年）
- 大河ドラマ / 勝海舟 第44回「竜馬死す」（1974年、NHK） - 藤吉
- 夜明けの刑事 （TBS / 大映テレビ）
  - 第22話「花屋の娘が消えた」（1975年）
  - 第53話「星空に宝石が消えた!!」（1975年）　- 上野駅の駅員
- 赤い疑惑 第1話「愛は突然に…」（1975年、TBS）
- 愛のサスペンス劇場 / 歯止め（1976年、NTV） - 山口
- 俺たちの旅 第35話「一緒に仕事をはじめました」（1976年、NTV） - 作業員（黄ヘルメット）
- 六丁目のスパルタ寮母さんには、赤いバラのいれずみがあった!（1976年、NTV）
- Gメン'75（TBS）
  - 第48話「刑事・その恩師の殺意」（1976年） - 林雷太
  - 第50話「湯の町午前0時の殺人」（1976年） - 小唄の恋人
  - 第83話「師走-スリも走る刑事も走る」（1976年）
  - 第337話「荒れる中学生 終電車殺人事件」（1981年） - タクシー運転手
  - 第344話「闇に光る眼」（1982年） - サラ金社長
  - 第353話「白衣の天使連続殺人事件」（1982年） - 今井の隣人
- 気まぐれ天使 第5話「信ずれど……」（1976年、NTV） - 警察官
- 前略おふくろ様 第2シリーズ 第20話（1977年、NTV） - アパートの男
- 快傑ズバット 第21話「さらば瞼の母」（1977年、12CH） - コック伊魔平
- 刑事犬カール（1977年 - 1978年、TBS） - 永井久
- ゆうひが丘の総理大臣 第17話「スゴイ奴がやって来た!」（1979年、NTV） - 少年課刑事
- 特捜最前線（ANB）
  - 第125話「亡霊・帰って来た幽子!」（1979年）
  - 第197話「射殺魔・1000万の笑顔を砕け!」（1979年）
  - 第234話「リンチ経営塾・消えた父親たち!」（1981年）
  - 第248話「殺人クイズ招待状!」（1982年）
  - 第280話「黙秘する女!」（1982年）
  - 第330話「佐世保の女!」（1983年）
  - 第404話「殺意をよぶダイヤルナンバー!」（1985年）
- 新五捕物帳 第72話「母悲し蝶の連れ舞」（1979年、NTV）
- 明日の刑事 第90話「刑事課長死す・日の出署よ永遠に!」（1979年、TBS）
- オレンジ色の愛たち（1979年、TBS）
- 噂の刑事トミーとマツ（TBS）
  - 第1シリーズ 第13話「銭湯でタイホ 刑事も裸 犯人も裸」（1980年） - チンピラ（大橋の手下）
  - 第2シリーズ 第3話「トミマツ卒倒! パトカー死のドライブ」（1982年） - 森田
- 愛しい女（1980年、NTV）
- ただいま放課後（1980年、CX）
- 俺はおまわり君 第6話「春の日に、母を想いて…」（1981年、NTV）
- 闇を斬れ 第12話「この世の見納め生き観音」（1981年、KTV） - 浜田
- 時代劇スペシャル / 牢獄の花嫁（1983年、CX） - 職人
- 大江戸捜査網 第498話「姫君七変化道中」（1981年、12CH）
- 大戦隊ゴーグルファイブ 第21話「恐怖! 魚が化石に」（1982年、ANB） - 浜田良造
- ザ・サスペンス 「消えたスクールバス 園児集団蒸発「それは夏祭りから始まった」（1982年7月24日、TBS）
- 火曜サスペンス劇場（NTV）
  - 暗い循環（1982年）
  - 高校野球殺人事件（1982年）
  - 誰かが殺意を（1982年）
  - 女弁護士・高林鮎子21 上毛高原・逆流の殺意（1997年） - 理容店主人
  - 新・女検事 霞夕子13 幻想家族（1998年） - 浜岡警部
  - 松本清張スペシャル・中央流沙（1998年） - 酒井刑事
  - 取調室9（1998年） - 笠原本部長
  - 小京都ミステリー26 越中落人伝説殺人事件（1999年） - 西岡卓次
  - 救急指定病院10（1999年） - 山田徳松
  - 松本清張スペシャル・内海の輪（2001年） - 矢部
  - 身辺警護10（2002年） - 日下昌平
  - 松本清張スペシャル・事故（2002年） - 武藤清治
  - 弁護士・朝日岳之助22 死者の人権（2004年） - 臼井刑事
- 土曜ワイド劇場（ANB・EX）
  - 山口線「貴婦人号」SL殺人トリック 哀しい汽笛が津和野に響く (1982年12月11日)
  - 整形花嫁の復讐（1985年）
  - 松本清張の黒い樹海（1986年）
  - 悪女志願（1986年）
  - 牟田刑事官事件ファイル
    - 8 湯けむり伊豆半島（1988年）
    - 33 横浜～函館大沼 崖の上の女、下の女!（2007年）

  - 人妻殺し 会津磐梯高原-五色沼、逆さ吊り死体の謎（1989年）
  - 新妻殺し 金沢～芦原温泉、北陸ツアーに恨みの手裏剣が散った（1991年） - 刑事
  - 美人OL殺し（1994年）
  - 終着駅シリーズ 駅（1998年）
  - 同居人カップルの殺人推理旅行5 死を呼ぶ ダイエット!?（1998年）
  - 事件記者冴子の殺人スクープ（1999年） - 比嘉刑事
  - 京都殺人案内（ABC）
    - 23 みちのく津軽こぎん刺しの女（2000年） - 矢島
    - 24 松江宍道湖、夕陽に消えた殺人者!（2001年）- 小杉刑事
    - 25 根室・納沙布、慟哭の海! 北限に響くハーモニカ（2002年） - 小杉刑事
    - 26 殺しを告げる女! 6年目の償い（2003年） - 小杉刑事
    - 28 涙そうそう（2005年） - 小杉刑事
    - 31 夢の祇園・花暦の殺意!（2008年） -  小杉刑事

  - 西村京太郎トラベルミステリー 超豪華寝台特急「トワイライト」殺人事件（2006年） - 山下運転手
  - 弁天祐美子法律事務所2（2009年） - 松永紘一
  - 炎の警備隊長・五十嵐杜夫9（2011年） - 刑事
  - 司法教官・穂高美子2（2012年） - 皆川和成
  - ショカツの女9（2014年、ABC）
- 早春スケッチブック 第4話（1983年、CX）
- 月曜ワイド劇場 / 女性万引ガードマン（1983年、ANB） - スーパーの店長
- 太陽にほえろ!（NTV）
  - 第560話「愛される警察」（1983年） - 「もみの木」マスター
  - 第642話「ハワイアン・コネクション」（1985年） - 美馬和夫
  - 第661話「マミーが怒った」（1985年） - 徳田刑事（八代署）
  - 第678話「山村刑事の報酬なき戦い」（1986年） - 徳田刑事（八崎署）
  - 第691話「さらば! 山村刑事」（1986年） - 輸入コンテナの荷主
  - 太陽にほえろ! PART2 第3話「老犬ムク」（1986年） - アパート大家
- 金曜ファミリーワイド / 松本清張の地の骨（1984年、CX）
- 流れ星佐吉 第6話「神になった大泥棒」（1984年、KTV）
- 事件記者チャボ! 第16話「えっ、チャボがドロボー!?」（1984年、NTV） - 記者
- 人妻捜査官 第2話「疑惑!?美人妻の集る喫茶店」（1984年、ABC）
- 花王愛の劇場 / その時、妻は（1984年、TBS）
- ライスカレー 第8話（1986年、CX）
- あゝ専業主夫（1986年、CBC）
- どうぶつ通り夢ランド 第2話「拒食症の小犬を救え!!」（1986年、ANB）
- 誇りの報酬 第29話「白バイを撃て!」（1986年） - 田所ツネオ
- 月曜ドラマランド / ねらわれた学園（1987年、CX）
- あぶない刑事 第17話「不信」（1987年、NTV） - 野々村
- このこ誰の子? 第19話「神に背いた結婚式」（1987年、CX）
- ジャングル（1987年、NTV） - 八坂署・駐車場係員
- ハングマンGOGO 第8話「夏の夜の悪夢! 恐怖の怪奇ホテル」（1987年、ABC） - 平尾
- 連続テレビ小説（NHK）
  - チョッちゃん（1987年）
  - おひさま（2011年） - そば屋台の主人
  - 梅ちゃん先生（2012年、NHK） - 大衆食堂の主人
- ドラマ23 / 愛人マンション（1987年、TBS）
- NEWジャングル 第25話「ダンサー」（1988年、NTV） - 工場長
- 乱歩賞作家サスペンス / 遮断機の下りる時（1989年、KTV）
- ハロー!グッバイ 第15話「刑事怒りの逆襲」（1989年、NTV）
- 炎の旅路（1990年、THK）
- さすらい刑事旅情編（ANB）
  - さすらい刑事旅情編II 第17話「痴漢が死んだ! 偽証する女」（1990年）
  - さすらい刑事旅情編III 第20話「幻の汽笛! 誘拐された大臣の娘」（1991年）
  - さすらい刑事旅情編V 第21話「関門海峡の女・移動した死体」（1993年）
- 日本一のカッ飛び男 第9話「涙と怒りと真実と」（1990年、CX）
- 金曜ドラマシアター（CX）
  - 昭和16年の敗戦（1991年）
  - 実録犯罪史シリーズ 新説・三億円事件（1991年）
  - 鍵師（1993年）
- 世にも奇妙な物語（CX）
  - 家族の肖像（1991年）
  - ズンドコベロンチョ（1991年）
  - 冬の特別編 / ブルギさん（1995年）
- あなただけ見えない（1992年、CX）
- 刑事貴族3 第4話「刑事の娘」（1992年、NTV）
- 豆腐屋直次郎の裏の顔（1992年、ANB） - ニシ
- 本陣殺人事件（1992年、CX）
- 愛情物語（1993年、NTV）
- スキャンダル（1993年、CX）
- サイコメトラーEIJI 第3話「時計仕掛けのリンゴ（前編）」（1997年、NTV）
- せいぎのみかた（1997年、YTV）
- 音の犯罪捜査官・響奈津子2（1997年） ‐ 中島紀夫
- 月曜ドラマスペシャル（TBS）
  - 死都物語（1997年）
  - 税務調査官・窓際太郎の事件簿2（1999年） - 斉藤刑事
  - 浅見光彦シリーズ13 須磨明石殺人事件（2000年） - 岩根
  - 流れ星お銀!事件解決いたします（2000年） - 島袋刑事
- 隠密奉行朝比奈 第2シリーズ 第2話「讃岐丸亀 女のいない町」（1999年、CX） - 喜平次
- ナースのお仕事3 第14話「ドクター京子登場」（2000年、CX）
- OLヴィジュアル系（2000年、ANB）
- 月曜ミステリー劇場 / 森村誠一サスペンス 灯（ともしび）（2001年、TBS） - 今井隆三
- こちら第三社会部 第2話「報道協定」（2001年、TBS） - 山倉刑事
- 仮面ライダーアギト 第42話「あかつき号」（2001年、ANB） - 高島雅英
- 鬼平犯科帳 第9シリーズ 第4話「一本饂飩」（2001年、CX） - 鳥平
- はぐれ刑事純情派 第15シリーズ 
  - 第1話（2002年） ‐ 占い師
  - 第24話（2002年） ‐ 山田元造
- ビッグマネー!〜浮世の沙汰は株しだい〜（2002年、CX）
- Stand Up!!（2003年、TBS） - 町内会会員・中村
- TRICK 3 episode 4「死を招く駄洒落歌」（2003年、EX） - 亀山藤二郎
- 多摩南署たたき上げ刑事・近松丙吉4（2004年） ‐ 酒井刑事
- ドラマ30 / 虹のかなた（2004年、MBS） - 鳥羽刑事
- 子連れ狼 第3シリーズ 第5話「仇討ちの男と女! 愛と偽りの逃避行!!」（2004年、EX） - 源蔵
- 生物彗星WoO（2006年、NHK BS-hi） - 桜庭賢三
- 相棒 Season 5 第3話「犯人はスズキ」（2006年、EX） - 井伏勝
- 月曜ゴールデン（TBS）
  - パートタイム裁判官2～ご近所トラブルが殺人事件を呼ぶ!!（2007年）
  - 大家だけが知っている! 〜幸多福子の下町事件簿（2010年） - 住職
  - ヤメ判 新堂謙介 殺しの事件簿2（2012年） - 三笠良治
  - 信濃のコロンボ事件ファイル2 戸隠伝説殺人事件（2014年） - 丸山亮介
- いじめられっ子のチャンピオンベルト（2008年） ‐ 石井社長
- テレビ朝日50周年ドラマスペシャル 警官の血（2009年、EX） - 杉野勝
- 水曜ミステリー9（TX）
  - 指紋捜査官・塚原宇平の神業2（2006年） ‐ 江波浩一
  - 高村薫サスペンス・去りゆく日に（2009年） - 交番の巡査
  - ガンリキ 警部補・鬼島弥一（2012年）- 大学教授
  - 最強の法廷 裁判官桜子と10人の評決（2015年） - 新庄清吉
- JIN-仁- 第4話「運命と悲劇の再会」（2009年、TBS） - 商人
- 松本清張生誕100周年記念ドラマ / 火と汐（2009年、TBS）
- ゴッドハンド輝 第5話（2009年5月9日、TBS） - 大原岩雄 役
- 水曜シアター9 / 雪冤（2010年、TX） - 元巡査
- 京都地検の女 第6シリーズ 第1話「母を殺しにきた天才画家! 上海～京都、34年目の再会が招いた殺意!! 二つの名を持つ女の謎」（2010年、EX）
- 水戸黄門 （TBS）
  - 第38部 第22話「俺の姉に手を出すな -小田原-」（2008年）- 粂蔵
  - 第42部 第9話「悪事を見抜いた鑑定人 -敦賀-」（2010年） - 有賀屋
- 松本清張二夜連続ドラマスペシャル 昭和の二大未解決事件 / 松本清張ドラマスペシャル・三億円事件（2014年、EX） - 斎木社長
- おみやさん 第9シリーズ 第9話「孤独妻4年目の復讐、最後の事件は…おみやさん京都追放!?」（2014年、EX） - 新里義晴
- 土曜ドラマ / 限界集落株式会社（2015年、NHK） - 佐野次郎
- 昼の連続ドラマ / 明日もきっと、おいしいご飯〜銀のスプーン〜（2015年、THK） - 三崎元

### 映画
- 赤毛（1969年、東宝）
- 恋人って呼ばせて（1971年、東宝） - 劇団員
- 愛こんにちは（1974年、東宝） - 同僚
- サチコの幸（1976年、日活） - 六
- 鹿鳴館（1986年、東宝） - 坂崎男爵
- いこかもどろか（1988、東宝） - 警官
- 眠らない街 新宿鮫（1993年、東映）
- マークスの山（1995年、松竹）
- 極道三国志5 山陽道10年戦争（2000年、Knack） - 山崎重雄
- 溺れる魚（2001年、東映） - 梅林副社長
- アキレスと亀（2008年、東京テアトル = オフィス北野）
- 私は貝になりたい（2008年、東宝）

### オリジナルビデオ
- 夜のストレンジャー 恐怖（1991年、東映ビデオ）

### 舞台
- 榎本武揚（1967年、劇団雲）
- スカパンの悪だくみ（1974年、劇団雲）
- 夜叉ヶ池（1978年、演劇集団 円）
- から騒ぎ（1979年、演劇集団 円）
- 欲望という名の電車（1984年、PARCO劇場）
- モンセラ（1985年、演劇集団 円）
- イヌの仇討（1988年、こまつ座）
- 丘の上のおばさん（1988年、演劇集団 円）
- 湖上（1998年、演劇集団 円）
- 丘の上のおばさん（1999年、演劇集団 円）
- 長州幕末青春譜・百年一瞬（2001年、演劇集団 円）
- アフリカの太陽（2005年、演劇集団 円）
- 冬のバイエル（2008年、演劇集団 円）
- 柿のころもあらためて〜無期の闇〜（2011年、演劇集団 円） - 主演・親鸞聖人
- 河童の風来坊（2012年、演劇集団 円）
- 坂の上の家（2012年、演劇集団 円）
- 三人姉妹（2012年、演劇集団 円）
- 父と暮せば（2015年、演劇集団 円） - 竹造

### 吹き替え
- ERIX緊急救命室 #21（レイ・ジャミソン〈アール・ビリングス〉）
- ザ・ホワイトハウス3（ニコライ・イワノヴィッチ〈イアン・マクシェーン〉）
- 戦争と平和

### ラジオドラマ
- 青春アドベンチャー（NHK-FM）
  - A-10奪還チーム出動せよ（1987年） - ミュラー 役
  - ヤッさん（2010年） - 高松 役
  - 髑髏城の花嫁（2013年） - グスタフ長老 役
  - 吸血鬼（2015年）

### その他
- マジカル頭脳パワー!!（1990-1993年、NTV、コーナー「マジカルミステリー劇場」「あるなしクイズ」） - 警部 役
- 10月は人気番組でSHOW by ショーバイ世界まる見えマジカルで笑ってヨロシク/4月は人気番組でSHOW by ショーバイ世界まる見えマジカルで笑ってヨロシク（1991・1992年、NTV、コーナー「マジカルミステリー劇場」） - 鬼瓦警部 役